# Идеалы (Лист)
Идеалы, S. 106 ― двенадцатая по счёту симфоническая поэма Ференца Листа, сочинённая им в 1857 году и впервые исполненная 5 сентября того же года в Веймаре, на торжественном открытии памятника Гёте и Шиллеру.
Произведение написано в фа мажоре и длится около 25 минут.
Лист также переложил симфоническую поэму для фортепиано (S. 167e ― в две руки, S. 596c ― в четыре руки) и для двух фортепиано (S. 646).